# Гней Корнелий Долабела (консул 159 пр.н.е.)
Вижте пояснителната страница за други личности с името Гней Корнелий Долабела.
Гней Корнелий Долабела (на латински: Gnaeus Cornelius Dolabella) e политик на Римската република през 2 век пр.н.е. Произлиза от клон Долабела на фамилията Корнелии.
През 165 пр.н.е. той е едил и организира фестивал Мегалензия (Ludi Megalenses) с другия едил Секст Юлий Цезар. След три години става претор.
През 159 пр.н.е. Долабела е консул заедно с Марк Фулвий Нобилиор. С колегата си той дава в сената закона Lex Cornelia Fulvia de ambitu.